# Aphis panzeriae
Aphis panzeriae är en insektsart. Aphis panzeriae ingår i släktet Aphis och familjen långrörsbladlöss. Inga underarter finns listade i Catalogue of Life.